# La Veuve noire (film, 1954)
Pour les articles homonymes, voir Veuve noire (homonymie).
Pour plus de détails, voir Fiche technique et Distribution.
La Veuve noire (Black Widow) est un film américain réalisé par Nunnally Johnson sorti en 1954.

## Synopsis
Lors d'une réception chez l'actrice Lottie Marin et l'écrivain Brian Mullen, ses voisins, le producteur Peter Denver fait la connaissance de Nancy Ordway, qui se prétend romancière. Séduit par l'esprit et l'audace de la jeune femme, il autorise celle-ci à occuper, durant l'absence de son épouse Iris, alors en tournée théâtrale, leur magnifique appartement, qui domine Central Park. Or, le jour même de son retour, Iris découvre le cadavre de Nancy, pendu dans la salle de bains. Tout semble accuser Peter, qui s'enfuit pour échapper à une arrestation imminente et mener sa propre enquête. Au cours de ses recherches, il s'aperçoit que la défunte avait eu une liaison avec son ami Brian.

## Fiche technique
- Titre : La Veuve noire
- Titre original : Black Widow
- Réalisation : Nunnally Johnson
- Production : Nunnally Johnson
- Société de production et de distribution : Twentieth Century Fox
- Scénario : Nunnally Johnson d'après une histoire de Hugh Wheeler, fondée sur son roman Fatal Woman signé Patrick Quentin
- Direction musicale : Lionel Newman
- Musique : Leigh Harline
- Photographie : Charles G. Clarke
- Montage : Dorothy Spencer
- Direction artistique : Maurice Ransford et Lyle Wheeler
- Décorateur de plateau : Dorcy Howard et Walter M. Scott
- Costumes : Travilla et Charles Le Maire
- Pays d'origine : États-Unis
- Format : Couleur (DeLuxe) - Son : 4-Track Stereo (Western Electric Recording)
- Genre : Film policier
- Durée : 95 minutes
- Dates de sortie :
  - États-Unis : 28 octobre 1954 (New York)
  - France : 27 mai 1955 (Paris)
- Affiche : Boris Grinsson (France)

## Distribution
- Ginger Rogers : Carlotta 'Lottie' Marin
- Van Heflin : Peter Denver
- Gene Tierney : Iris Denver
- George Raft : Détective Lt. C.A.Bruce
- Peggy Ann Garner : Nancy 'Nanny' Ordway
- Reginald Gardiner : Brian Mullen
- Virginia Leith : Claire Amberly
- Otto Kruger : Gordon Ling
- Cathleen Nesbitt : Lucia Colletti
- Skip Homeier : John Amberly
- Hilda Simms : Anne